# Oliver Brown
Pour les articles homonymes, voir Brown.
Oliver Brown est un abolitionniste américain né le 9 mars 1839 à Franklin, dans l'Ohio, et mort le 18 octobre 1859 à Harpers Ferry, alors en Virginie. Il est connu pour avoir participé au raid contre Harpers Ferry mené par son père John Brown, au cours duquel il est tué.